# 山村龍和
山村 龍和（やまむら りょうわ、1984年（昭和59年）8月19日 - ）別名：宇陀 炎人（うだ えんじん、うだのかぎろひびと）は、日本の書家・書道家。

## 経歴
奈良県出身。その他の号は宇陀炎人。
7歳から書を始める。
2008年、書家として独立。2010年5月、ニューヨークに訪れる。
滞在期間中、ヘイデン・パネッティーア、山本紅浦などとも交流。
書芸術・書アートを世界に向けて積極的に発信している。
2011年9月22日～27日、書をはじめて20年となる個展「龍和展」を開催。
会期中、将棋棋士羽生善治と対談。
2011年12月11日、朝日放送の「新婚さんいらっしゃい!」に出演した。同日の出演はハイキングウォーキングの鈴木Q太郎夫妻。2012年2月8日、TBSの「ひるおび!」に出演。

## 略歴
- 1984年 - 奈良県生駒市で生まれる。
- 1991年 - 書を始める。数々の賞を受賞。
- 2000年 - 奈良県立桜井高等学校普通科書芸コース入学。書を専門的に学び、数々の賞を受賞。
- 2003年 - 三重大学教育学部人間発達科学課程入学。
- 2008年 - 書家として独立。活動を開始。
- 2010年 - ニューヨークに訪れ、さまざまなアーティストと交流。
- 2011年 - 龍和展開催。会期中、羽生善治と対談。